# Serge Korber

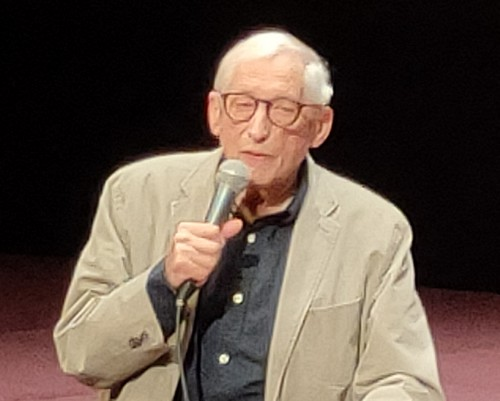
Serge Korber, 2021

Serge Korber (* 1. Februar 1936 in Paris; † 23. Januar 2022 in Brens, Département Tarn) war ein französischer Filmregisseur.

## Leben und Karriere
Der Sohn von Eltern jüdischer Herkunft verbrachte einen Teil der Kriegszeit versteckt bei einer protestantischen Familie in Le Chambon-sur-Lignon.
Nach einer Lehre als Polsterer widmete er sich Poesie und Musik und gründete mit einem Freund in Paris das Kabarett Le Cheval d’Or, in dem Künstler wie Boby Lapointe und Henri Serre auftraten. Als François Truffaut dort Henri Serre für Jules und Jim und Boby Lapointe für Schießen Sie auf den Pianisten entdeckte, fand Serge Korber Anschluss an die Regisseure der Nouvelle Vague. So übernahm er 1962 eine Nebenrolle in Agnes Vardas Mittwoch zwischen 5 und 7, einem Klassiker der Nouvelle Vague.
Korber selbst begann 1959, Kurzfilme zu inszenieren. Sein Langfilmdebüt war 1965 Le dix-septième ciel mit Jean-Louis Trintignant und Marie Dubois. Nach La Demoiselle de Saint-Florentin (wiederum mit Marie Dubois) etablierte sich Korber mit den Komödien Die Dirne und der Narr und La petite vertu (beide mit Dany Carrel) als Komödien-Spezialist. So folgten die beiden Louis-de-Funès-Komödien Alles tanzt nach meiner Pfeife und Balduin, der Sonntagsfahrer (mit Co-Star Geraldine Chaplin). 1972 drehte er mit dem Drama Kerzenlicht mit Annie Girardot und Claude Jade in den Hauptrollen seinen bedeutendsten Film. Das Familiendrama um eine verzweifelte Frau (Girardot), die mit Hilfe ihrer Tochter (Jade) ihren Exmann (Jean Rochefort) zurückgewinnen will, war Frankreichs offizieller Beitrag in Cannes. Ebenfalls mit Girardot drehte er das weniger beachtete Drama Wann sehen wir uns wieder, Grélu?.
Korber, der mit einigen Größen des französischen Films gearbeitet hat – Louis de Funès, Robert Hossein, Jacques Perrin, Annie Girardot, Claude Jade, Jean Rochefort und Bernard Fresson –, legte sich Mitte der 1970er das Pseudonym John Thomas zu und drehte einige Pornofilme. In dreien dieser Filme („L’Essayeuse“, „Hurlements de plaisir“, „Pornotissimo“) spielte Alain Saury Hauptrollen. Weitere seiner Stars waren die Pornodarsteller Gabriel Pontello und Richard Allan.
Ins Kino kehrte er mit erfolglosen Komödien zurück. Ab den 1980er Jahren vor allem fürs Fernsehen tätig, drehte er bis in die 90er Jahre einige Arbeiten für das Kino, so Les Bidochon (1996) mit Anémone und Jean-Pierre Cassel. Zwischen 2004 und 2012 drehte er sechs Dokumentarfilme, darunter Porträts der Schauspieler Louis de Funès, Jean Gabin und Jean-Louis Trintignant.

## Filmografie (Auswahl)
als Regisseur
- 1962: Der wundersame Regenschirm (Un jour à Paris) (Kurzfilm)
- 1963: La rentrée (Kurzfilm)
- 1965: Le dix-septième ciel
- 1966: Verlorene Träume (La Demoiselle de Saint-Florentin)
- 1967: Die Dirne und der Narr (Un idiot à Paris)
- 1968: Die kleine Brave (La Petite Vertu)
- 1970: Alles tanzt nach meiner Pfeife (L’Homme-orchestre)
- 1971: Balduin, der Sonntagsfahrer (Sur un arbre perché)
- 1972: Kerzenlicht (Les feux de la chandeleur)
- 1973: Wann sehen wir uns wieder, Grelu? (Ursule et Grelu)
- 1978: Et vive la liberté!
- 1979: Je vous ferai aimer la vie
- 1979: Un jour un tueur
- 1980: Ta gueule, je t’aime!
- 1980: Cherchez l’erreur
- 1981: Le fils-père (TV)
- 1986: Maestro (TV)
- 1987: Schloss zu vermieten (Florence ou La vie de château) (TV-Serie)
- 1988: Zwei Witwen für eine Leiche (À notre regrettable époux)
- 1992: Le réveillon, c’est à quel étage? (TV)
- 1993: Au beau rivage (TV)
- 1993: Le galopin (TV)
- 1994: L’aigle et le cheval (TV)
- 1996: Les Bidochon

als Pornoregisseur unter Pseudonym John Thomas
- 1975: Hard Love / Cailles sur canapée
- 1975: Trio Erotique
- 1975: L’Essayeuse / Love play
- 1976: Hurlements de plaisir / Les Fiandises musclées
- 1977: L’odyssée de l’extase
- 1977: Pornotissimo

als Schauspieler
- 1960: Tire-au-flanc 62
- 1962: Mittwoch zwischen 5 und 7 (Cléo de 5 à 7)

als Drehbuchautor für Filme anderer Regisseure
- 1984: Dog Day – Ein Mann rennt um sein Leben (Canicule), Regie: Yves Boisset
- 1995: Die Stimme des Blutes (L’enfant en héritage), Regie: Josée Dayan